# Nina Rolfes
Nina Rolfes (* 24. August 1999) ist eine deutsche Fußballspielerin. Seit 2016 spielt sie für die erste Mannschaft des SV Meppen.

## Karriere

### Vereine
Rolfes spielte in ihrer Jugend zuletzt für die B-Jugendmannschaft des SV Meppen in der B-Juniorinnen-Bundesliga in der sie von 2014 bis 2016 28 Punktspiele in der Staffel Nord/Nordost bestritt und vier Tore erzielte.
Zur Saison 2016/17 rückte sie in die erste Mannschaft auf und debütierte für diese am 16. Oktober 2016 (5. Spieltag) beim 1:1-Unentschieden im Heimspiel gegen Arminia Bielefeld in der Gruppe Nord der seinerzeitigen zweigleisigen 2. Bundesliga als Einwechselspielerin in der 80. Minute; es war ihr erstes von vier Saisonspielen und das erste im Seniorinnenbereich. Bis zum Saisonende 2019/20 bestritt sie weitere 18 Punktspiele in dieser Spielklasse, in denen ihr am 29. September 2019 (6. Spieltag) beim 3:2-Sieg im Auswärtsspiel gegen die zweite Mannschaft des 1. FFC Turbine Potsdam mit dem Siegtreffer in der 87. Minute ihr erstes Bundesligator und mit der Mannschaft der erste Aufstieg in die Bundesliga gelang. In dieser Spielklasse bestritt sie fünf Punktspiele, von denen sie ihr erstes am 13. September 2020 (2. Spieltag) beim 2:2-Unentschieden im Heimspiel gegen den 1. FFC Turbine Potsdam bestritt. Mit dem Abstieg am Saisonende in die 2. Bundesliga trug sie in 18 Punktspielen und zwei Toren in dieser Spielklasse zur Zweitligameisterschaft – verbunden mit der Rückkehr in die Bundesliga – bei. Diesmal wurde sie in sieben Bundesligabegegnungen eingesetzt; zwischen dem 11. und 12. Spieltag gab sie am 9. Februar 2023 ihre Zusage eine weitere Saison für den Verein spielen zu wollen.

### Auswahlmannschaft
Rolfes kam als Spielerin der U18-Auswahlmannschaft des Niedersächsischen Fußballverbandes vom 1. bis 4. Oktober 2016 in vier Turnierspielen um den DFB-Länderpokal an der Sportschule Wedau in Duisburg zum Einsatz. 

## Erfolge
- Zweimaliger Aufstieg in die Bundesliga
  - als Vierter (2020) und Meister (2022) der 2. Bundesliga